# Hypanthidioides argentina
Hypanthidioides argentina är en biart som först beskrevs av Urban 1993.  Hypanthidioides argentina ingår i släktet Hypanthidioides och familjen buksamlarbin. Inga underarter finns listade i Catalogue of Life.